# Wes Welker
Wesley Carter Welker, detto Wes (Oklahoma City, 1º maggio 1981), è un ex giocatore di football americano e allenatore di football americano statunitense che ha militato nel ruolo di wide receiver della National Football League (NFL). Dopo non essere stato scelto nel Draft NFL 2004 firmò coi San Diego Chargers. Al college ha giocato a football alla Texas Tech University. Dal 2019 è l’allenatore dei wide receiver dei San Francisco 49ers.

## Carriera da giocatore

### San Diego Chargers
Al draft NFL 2004 Welker non venne selezionato ma firmò in qualità di free agent coi Chargers. Debuttò nella NFL il 12 settembre 2004 contro gli Houston Texans indossando la maglia numero 83. Dopo una sola partita venne svincolato. Successivamente, l'allora capo-allenatore Marty Schottenheimer affermò che, in termini di tagli del roster, svincolare Wes Welker fu "il più grande errore che (lui) abbia mai commesso."

### Miami Dolphins
Passato ai Dolphins, Welker nella sua prima stagione con la nuova squadra giocò principalmente come membro degli special team.
Nella stagione successiva, Welker divenne il terzo ricevitore della squadra terminando con 29 ricezioni per 434 yard, senza segnare nessun touchdown.
Dopo voci che lo volevano sul punto di essere tagliato dopo la stagione 2006, Wes guidò invece la squadra in ricezioni con 67 per 687 yard e il primo touchdown su ricezione segnato in carriera.

### New England Patriots

#### Stagione 2007

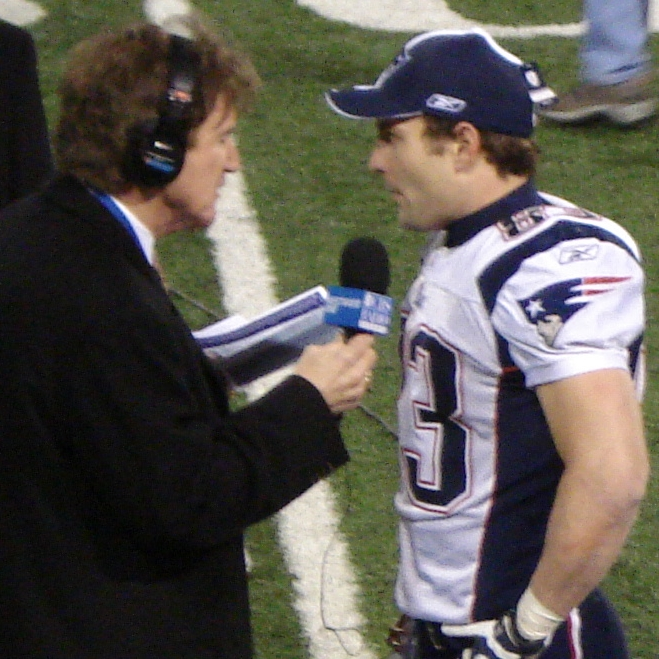
Welker nel 2007.

Nel 2007 Welker passò ai New England Patriots in cambio di una scelta del secondo e del settimo giro del Draft NFL 2007.
La prima stagione di Welker coi Patriots eclissò la precedente coi Dolphins: egli migliorò i suoi primati in ricezioni, touchdown e yard guadagnate nelle prime dieci partite. Nella settimana 1, Wes ricevette il primo del record dei Patriots di 75 touchdown segnati in stagione. Migliorò anche il suo primato in carriera per yard ricevute in una partita in tre occasione: nella vittoria della settimana 6 contro i Dallas Cowboys, Welker ricevette 11 passaggi per 124 yard e 2 touchdown; la settimana successiva contro i Dolphins, ebbe nove ricezioni per 138 yarde altri 2 touchdown (portandondosi al primo posto in yard ricevute nella NFL fino a quel momento) e nella settimana 12 contro i Philadelphia Eagles mise a segno 13 ricezioni per 149 yard. Nella settimana 15, contro i New York Jets, Welker superò per la prima volta le 1.000 yard ricevute in stagione. Nella settimana 16 contro i Dolphins, egli mise a referto la 101a ricezione della stagione, pareggiando il record di franchigia stabilito da Troy Brown nel 2001. Nella settimana 17, contro i New York Giants, Welker ricevette altri 11 passaggi, portando il record di franchigia a 112, e pareggiando il ricevitore dei Cincinnati Bengals T.J. Houshmandzadeh per il maggior numero di ricezioni in stagione. Egli stabilì inoltre il record NFL per il maggior numero di ricezioni con una nuova squadra. Welker, che terminò la stagione con 1.175 yard e 8 touchdown, ricevette un voto per il premio di miglior giocatore offensivo dell'anno, vinto dal suo quarterback, Tom Brady, e fu inserito nel Second-Team All-Pro
Nelle sue due prime gare di playoff, Welker ricevette 16 passaggi per 110 yard e 2 touchdown. wes pareggiò il record del Super Bowl con 11 ricezioni in una singola edizione ma i Patriots furono sconfitti dai Giants 17-14 nel Super Bowl XLII.

#### Stagione 2008

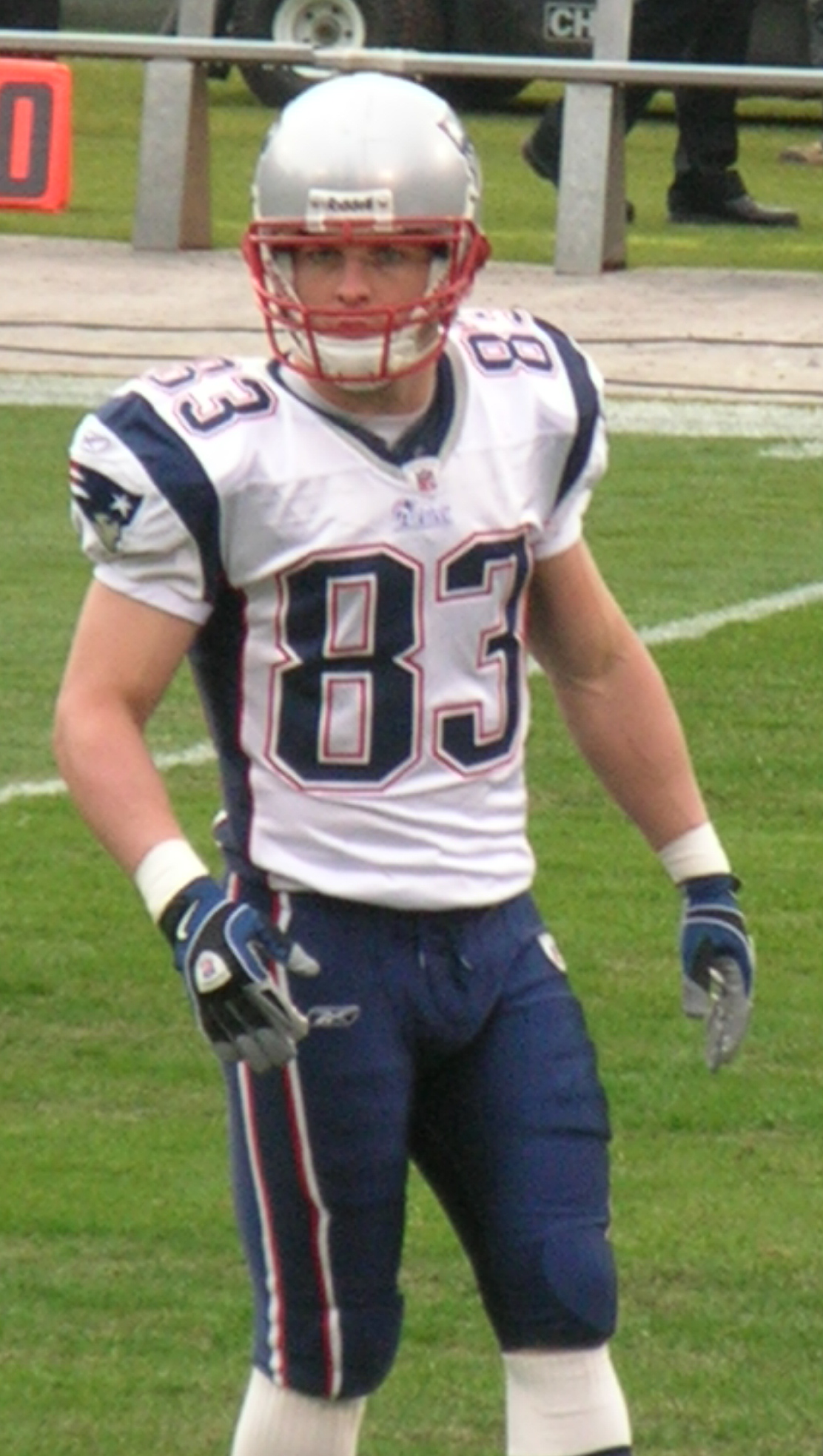
Welker nel 2008.

Malgrado un infortunio che pose fine anzitempo alla stagione di Tom Brady, Welker continuò a giocare bene nella prima metà della stagione: nel corso di otto gare egli totalizzò 56 ricezioni segnando però un solo touchdown. Welker ricevette sei o più passaggi in ognuna delle prime undici gare dei Patriots, superando il record di Jimmy Smith di otto gare con i Jacksonville Jaguars nella stagione 2001.
Welker nella vittoria per 48–28 sui Miami Dolphins nella settimana 12 ricevette da Matt Cassel il suo, allora, più lungo della carriera con 64 yard. Welker superò per la seconda stagione consecutiva quota 1.000 yard nella settimana 14 contro i Seattle Seahawks, ricevendo 12 passaggi per 134 yard e segnando una conversione da due punti. Contro gli Oakland Raiders una settimana dopo, Welker divenne il primo giocatore nella storia dei Patriots e il nono nella storia della NFL a giungere quota 100 ricezioni in due stagioni consecutive. L'ultimo a compiere tale impresa fu il compagno di squadra Randy Moss, mentre giocava coi Minnesota Vikings, nel 2002 e 2003 mentre Brandon Marshall, ci riuscì nelle stesse stagioni di Welker.
Wes Welker fu convocato per il Pro Bowl ed inserito nuovamente nel Second-Team All-Pro.

#### Stagione 2009
Welker non giocò nella seconda e nella terza settimana a causa di un infortunio al ginocchio. Nella settimana 6 contro i Tennessee Titans, Welker ricevette 10 passaggi per 150 yard, un nuovo massimo in carriera (all'epoca) e segnò 2 touchdown. In secondo dei due TD fu il quinto di Tom Brady in un singolo quarto, un record NFL.
Welker giocò un'altra grande partita nella settimana 11 contro i Jets ricevendo 15 passaggi per 192 yard, fino a quel momento il massimo per un giocatore nella stagione 2009. Nella settimana 13 contro i Dolphins, Welker ricevette 167 yard superando quota 1.000 per la terza stagione consecutiva.
Nella settimana 14 contro i Carolina Panthers, Welker ricevette 10 passaggi per 105 yard arrivando a 105 ricezioni in sole 11 partite. Questa prestazione rese Wes il quarto giocatore della storia (dopo Jerry Rice, Herman Moore e Marvin Harrison e nelle stesse stagioni di Brandon Marshall) a ricevere 100 passaggi per 3 stagioni consecutive.
Nella settimana 16 ricevette 13 passaggi, la settimana partita consecutiva in doppia cifra per numero di ricezioni. Questo gli diede il record per il maggior numero di partite con ricezioni in doppia cifra superando Marvin Harrison e malgrado avesse saltato le prime due partite.
Nella sconfitta della settimana 17 contro gli Houston Texans, Welker si ruppe il legamento anteriore del ginocchio, venendo inserito in lista infortunati il 6 gennaio 2010.
Welker terminò la stagione guidando la lega con 123 ricezioni (il secondo massimo nella storia della NFL) e terminò secondo in yard guadagnate su ricezione dietro Andre Johnson di Houston. Fu convocato per il secondo Pro Bowl consecutivo e per la prima volta inserito nel First-Team All-Pro. A causa dell'infortunio non poté disputare il Pro Bowl, venendo sostituito dal compagno Randy Moss.

#### Stagione 2010
Welker si sottopose alle terapie di riabilitazione del ginocchio prima della stagione 2010, con l'obiettivo di essere pronto nella prima settimana della stagione. Molti analisti pensavano che ciò non fosse possibile e altri specularono sul fatto che avrebbe potuto perdere l'intera stagione.
Nonostante tutto, Welker giocò nella settimana 1 contro i Cincinnati Bengals, guidando i ricevitori della squadra con 8 ricezioni per 64 yard e segnando due touchdowns.
Nella sconfitta della settimana 9 contro i Cleveland Browns, dopo un infortunio del kicker Stephen Gostkowski, a Welker fu chiesto di calciare un extra point che trasformò con successo.
Welker, che segnò due touchdown nella vittoria 45–24 sui Detroit Lions nella gara del Giorno del Ringraziamento, terminò la stagione 2010 con 86 ricezioni per 848 yard e 7 touchdown in 15 gare giocate (11 come titolare). Fu convocato per il Pro Bowl 2011 come sostituto dell'infortunato Andre Johnson.

#### Stagione 2011
Nella vittoria dei Patriots' 38–24 nella settimana 1 contro i Miami Dolphins, Welker ricevette un passaggio da 99 yard da Tom Brady. Quella giocata pareggiò il record NFL per la più lunga ricezione dalla linea di scrimmage e stabilì il record di franchigia dei Patriots. Welker concluse la partita con 160 yard e 2 touchdown.
Nella settimana 3, nella sconfitta dei Patriots 34–31 contro i Buffalo Bills, Welker totalizzò 16 ricezioni per 217 yard e 2 touchdown. Così facendo pareggiò il record di franchigia di Troy Brown di 16 ricezioni in una singola gara e superò quello di Terry Glenn di 214 yard ricevute, stabilito nel 1999. La gara fu la 64a del giocatore con almeno una ricezione (cioè tutte quelle disputate coi Patriots), superando il record del tight end Ben Coates di 63 gare (stabilito tra il 1992 e il 1996). Fu la seconda gara di Welker con più di 15 ricezioni, un'impresa eguagliata solo da Brandon Marshall coi Denver Broncos.
Nella settimana 5, nella vittoria dei Patriots sui Jets, Welker ricevette 5 passaggi per 124 yard, inclusa una presa da 73 yard in cui Welker batté Eric Smith e Darrelle Revis; Revis fermò Welker sulla linea delle otto yard.
Nella settimana 14, contro i Washington Redskins, Welker mise a segno la centesima ricezione della stagione, la quarta in cui raggiunse questa cira, pareggiando il record NFL condiviso da Marvin Harrison e Jerry Rice. Inoltre stabilì un primato personale segnando il suo nono touchdown. Nella rivincita della settimana 16 contro i Dolphins, Welker ricevette 12 passaggi per 138 yard, portandolo a un record di franchigia di 1.518 yard, superando le 1.493 di Randy Moss nel 2007.
In 15 partite, Welker guidò la NFL in ricezioni, yard ricevute, yard a partita e ricezioni che valsero i primi first down, classificandosi tra i primi 5 in touchdown su ricezione e ricezioni da 20 yard o più. . La sua stagione terminò con 122 ricezioni (quarto risultato della storia della NFL), 1.569 yard ricevute e 98,5 yard a partita (secondo in entrambi i casi dietro a Calvin Johnson).
I Patriots conclusero con un record di 13-3 vincendo la propria division. Nei playoff eliminarono gli Houston Texans e i Baltimore Ravens nella finale della AFC, perdendo nuovamente nel Super Bowl XLVI contro i New York Giants.

#### Stagione 2012
L'estate 2012 di Welker fu tormentata dalle vicissitudini contrattuali con la dirigenza dei Patriots, dubbiosa nel concedergli il rinnovo contrattuale pluriennale desiderato. Per questo motivo, Wes nelle prime gara della stagione vide limitati i minuti in campo a propria disposizione, ma tornò a imporsi come il principale ricevitore della squadra col passare della prima parte della stagione.
Nella prima settimana Welker ricevette solo 3 passaggi per 14 yard nella vittoria sui Tennessee Titans. Nelle tre gara successive non partì mai come titolare ma ricevette 95 yard contro gli Arizona Cardinals, 142 contro i Ravens e 129 contro i Bills.
Nella settimana 5 i Patriots vinsero contro i Denver Broncos con Wes che tornò a partire come titolare e segnò il suo primo touchdown della stagione oltre a ricevere 104 yard. Nella settimana 6, i Patriots sprecarono un vantaggio di 13 punti coi Seattle Seahawks perdendo 24-23: Welker tuttavia giocò la solita grande partita ricevendo 138 yard e segnò il secondo touchdown dell'anno.
Nel settimo turno di campionato, New England vinse ai supplementari contro i Jets con Welker che ricevette 66 yard. Dopo la settimana di pausa i Patriots batterono i Bills con il giocatore che ricevette 74 yard.
Nella gara del Giorno del Ringraziamento vinta in maniera nettissima sui Jets Welker ricevette 71 yard e segnò un touchdown. Con la sesta vittoria consecutiva, nella settimana 13 i Patriots si assicurarono l'undicesimo titolo di division dal 2001 battendo i Dolphins. Welker ricevette 103 yard, superando per la quinta volta in carriera le mille yard stagionali, e segnò il quarto touchdown del 2012.
Nella settimana 16, i Patriots vinsero a fatica contro i Jaguars, la squadra col peggior record della lega. Welker ricevette 88 yard e segnò un touchdown. Tre giorni dopo fu convocato per il quinto Pro Bowl in carriera. Nell'ultimo turno di campionato, grazie alla vittoria sui Dolphins per 28-0, New England si assicurò il secondo record della AFC e la possibilità di saltare il primo turno di playoff. Welker contribuì con 94 yard ricevute e un touchdown. La sua stagione regolare si concluse con 118 ricezioni (secondo nella NFL), 1.354 yard e 6 touchdown.
Nel divisional round dei playoff, Welker ricevette 131 yard coi Patriots che batterono facilmente gli Houston Texans. La corsa dei Patriots si arrestò nella finale della AFC perdendo in casa contro i Ravens con Wes ricevette 117 yard e segnò un touchdown.
A fine anno fu posizionato al numero 44 nella classifica dei migliori cento giocatori della stagione.

### Denver Broncos
Dopo essere diventato free agent e aver valutato "largamente insoddisfacente" l'offerta di rinnovo dei Patriots, Welker firmò coi Denver Broncos un contratto biennale del valore di 12 milioni di dollari.

#### Stagione 2013
Nella prima gara con la nuova franchigia, Welker ricevette 67 yard e 2 touchdown da Peyton Manning nella netta vittoria sui Ravens. Un altro TD lo segnò la settimana successiva nell'agevole vittoria sui Giants. Nel Monday Night contro i Raiders Welker andò a segno per la terza settimana consecutiva, ricevendo da Manning 84 yard e 1 touchdown. Nella settimana 4 i Broncos stabilirono il record di franchigia per punti segnati (52) contro gli Eagles, a cui Welker contribuì con due touchdown. Un altro lo segnò la settimana seguente contro i Cowboys e per il sesto turno consecutivo nella settimana 6 contro i Jaguars. Per la prima volta in stagione contro i Colts Welker non andò a segno nella prima sconfitta stagionale dei Broncos ma tornò a realizzare un touchdown nella vittoria della settimana 8 contro i Redskins.
Nella settimana 14, Welker superò il proprio primato stagionale segnando il suo decimo touchdown contro i Tennessee Titans, venendo tuttavia costretto ad uscire anzitempo a causa della seconda commozione cerebrale subita nel 2013. Quell'infortunio gli fece perde le ultime tre gare della stagione, tornando in campo nel divisional round dei playoff in cui segnò un touchdown nella vittoria sui Chargers. La settimana successiva, nella finale della AFC, i Broncos batterono i "suoi" Patriots qualificandosi per il Super Bowl, la terza apparizione della carriera del giocatore alla grande partita. Nel Super Bowl XLVIII contro i Seattle Seahawks, i Broncos furono surclassati dagli avversari per 43-8, il Super Bowl col risultato più a senso unico degli ultimi vent'anni. Welker ricevette passaggi per 84 yard e segnò la conversione da due punti dopo l'unico touchdown della squadra, a risultato ormai compromesso.
A fine anno, Welker fu votato al 73º posto nella NFL Top 100 dai suoi colleghi.

#### Stagione 2014
Il 17 marzo 2014, i Broncos esercitarono un'opzione sul contratto di Walker per tenerlo con sé anche nella stagione a venire, per uno stipendio di 8 milioni di dollari. Il 2 settembre fu sospeso per le prime quattro partite della stagione per abuso di sostanze dopanti. Grazie al cambiamento della normativa antidoping in corso d'opera, Wes poté tornare invece in campo già nella settimana 3, nella rivincita coi Seahawks del Super Bowl di sette mesi prima, in cui ricevette 60 yard nella sconfitta ai supplementari. Il primo touchdown lo ricevette nella netta vittoria della settimana 7 sui 49ers, nel giorno in cui Manning divenne il recordman di tutti i tempi per touchdown passati nella lega. Il secondo e ultimo stagionale invece, nella settimana 12 vinta contro i Dolphins, fu il cinquantesimo della sua carriera.

### St. Louis Rams
Dopo essere rimasto free agent per la prima metà della stagione 2015, il 10 novembre, Welker firmò un contratto di un anno con i St. Louis Rams, con cui disputò l'ultima annata in carriera.

## Carriera da allenatore

### San Francisco 49ers
Nel 2019 Welker viene assunto come allenatore dei wide receiver dei San Francisco 49ers, sotto la guida del capo allenatore Kyle Shanahan.

## Palmarès

### Franchigia
- American Football Conference Championship: 3

New England Patriots: 2007, 2011
Denver Broncos: 2013

### Individuale
- Convocazioni al Pro Bowl: 5

2008, 2009, 2010, 2011, 2012
- First-Team All-Pro: 2

2009, 2011
- Second-Team All-Pro: 2

2007, 2008
- PFWA All-Rookie Team - 2004

## Statistiche
Stagione regolare
| Anno | Squadra              | Gare | Gare | Ricezioni | Ricezioni | Ricezioni | Ricezioni | Ricezioni | Corse | Corse | Corse | Corse | Corse | Fumble | Fumble |
| Anno | Squadra              | P    | PT   | Ric       | Yard      | Media     | Max       | TD        | Ten   | Yard  | Corse | Max   | TD    | FUM    | Persi  |
| ---- | -------------------- | ---- | ---- | --------- | --------- | --------- | --------- | --------- | ----- | ----- | ----- | ----- | ----- | ------ | ------ |
| 2004 | San Diego Chargers   | 1    | 0    | -         | -         | -         | -         | -         | -     | -     | -     | -     | -     | -      | -      |
| 2004 | Miami Dolphins       | 14   | 0    | -         | -         | -         | -         | -         | -     | -     | -     | -     | -     | 4      | 1      |
| 2005 | Miami Dolphins       | 16   | 1    | 29        | 434       | 15.0      | 47        | -         | 1     | 5     | 5.0   | 5     | 0     | 5      | 1      |
| 2006 | Miami Dolphins       | 16   | 2    | 67        | 687       | 10.3      | 38        | 1         | -     | -     | -     | -     | -     | 3      | 1      |
| 2007 | New England Patriots | 16   | 13   | 112       | 1,175     | 10.5      | 42        | 8         | 4     | 34    | 8.5   | 27    | 0     | 3      | 0      |
| 2008 | New England Patriots | 16   | 14   | 111       | 1,165     | 10.5      | 64        | 3         | 3     | 26    | 8.7   | 19    | 0     | 1      | 1      |
| 2009 | New England Patriots | 14   | 13   | 123       | 1,348     | 11.0      | 58        | 4         | 5     | 36    | 7.2   | 11    | 0     | 2      | 0      |
| 2010 | New England Patriots | 15   | 11   | 86        | 848       | 9.9       | 35        | 7         | -     | -     | -     | -     | -     | 1      | 0      |
| 2011 | New England Patriots | 16   | 15   | 122       | 1,569     | 12.9      | 99        | 9         | 4     | 30    | 7.5   | 19    | 0     | 1      | 0      |
| 2012 | New England Patriots | 16   | 12   | 118       | 1,354     | 11.5      | 59        | 6         | 2     | 20    | 10    | 11    | 0     | 3      | 1      |
| 2013 | Denver Broncos       | 13   | 13   | 73        | 778       | 10.7      | 33        | 10        | -     | -     | -     | -     | -     | 1      | 1      |
| 2014 | Denver Broncos       | 9    | 7    | 34        | 282       | 8.3       | 39        | 2         | 0     | 0     | 0     | 0     | 0     | 0      | 0      |
|      | Totale               | 158  | 99   | 871       | 9,539     | 11.18     | 99        | 49        | 19    | 151   | 7.9   | 27    | 0     | 24     | 6      |